# 2륜구동
2륜구동(Two-wheel drive, 2WD)은 두 바퀴가 엔진으로부터 힘과 돌림힘을 받아 움직일 수 있게 하는 드라이브트레인이 있는 모터 비클을 의미한다.

## 4바퀴 차량
4개의 바퀴가 있는 차량에서 이 용어는 최대 2개의 바퀴로 구동이 가능한 자동차에 사용된다. 이를 전륜구동 또는 후륜구동으로 부른다.

## 2바퀴 차량
모터사이클, 자전거 등의 2바퀴 차량에서 이 용어는 전륜과 후륜 모두를 구동할 수 있는 차량을 의미한다. 2개의 바퀴를 모두 구동한다는 의미에서 2x2라는 용어가 사용된다.

## 같이 보기
- 후륜구동
- 4륜구동